# Trudy Imperatorskago S.-Peterburgskago Botaničeskago Sada
Trudy Imperatorskago S.-Peterburgskago Botaničeskago Sada (abreviado Trudy Imp. S.-Peterburgsk. Bot. Sada, en cirílico Труды Императорского С.-Петербургского ботанического сада, translit. Trudy Imperatorskogo Sankt-Peterburgskogo botanicheskogo sada, traducción latina Acta Horti Petropolitani) fue una revista ilustrada con descripciones botánicas que fue editada en San Petersburgo. Se publicó en los años 1871-1912 y fue sustituida en el año 1915 por Trudy Glavnogo Botanicheskago Sada.